# مو بي. ديك
مو بي. ديك (بالإنجليزية: Mo B. Dick)‏ هو منتج أسطوانات وملحن أمريكي، ولد في 4 يوليو 1965 في مورغان سيتي في الولايات المتحدة.

## وصلات خارجية
- الموقع الرسمي
- مو بي. ديك على موقع ميوزك برينز (الإنجليزية)
- مو بي. ديك على موقع أول ميوزيك (الإنجليزية)
- مو بي. ديك على موقع ديسكوغز (الإنجليزية)
- مو بي. ديك على موقع ديسكوغز (الإنجليزية)
- مو بي. ديك على موقع ديسكوغز (الإنجليزية)